# مالايكا فريث
مالايكا فريث (ولدت في 23 مارس 1994) عارضة أزياء بريطانية مولود في كينيا. اشتهرت عارضة أزياء ماليكا فيرث في عام 2013، عندما أصبحت أول سمراء تصبح وجهًا لحملة برادا منذ عارضة الأزياء ناعومي كامبل في عام 1994. ماليكا فيرث من جذور كينية، نشأت في لندن، وتعمل في نيويورك.

## روابط خارجية
- مالايكا فريث على موقع IMDb (الإنجليزية)
- مالايكا فريث على موقع دليل عارضات الأزياء (الإنجليزية)
- malaikafirthعلى تويتر.
- مالايكا فريث على إنستغرام
- مالايكا فريث  على فيسبوك.